# 東京都道480号品川埠頭線

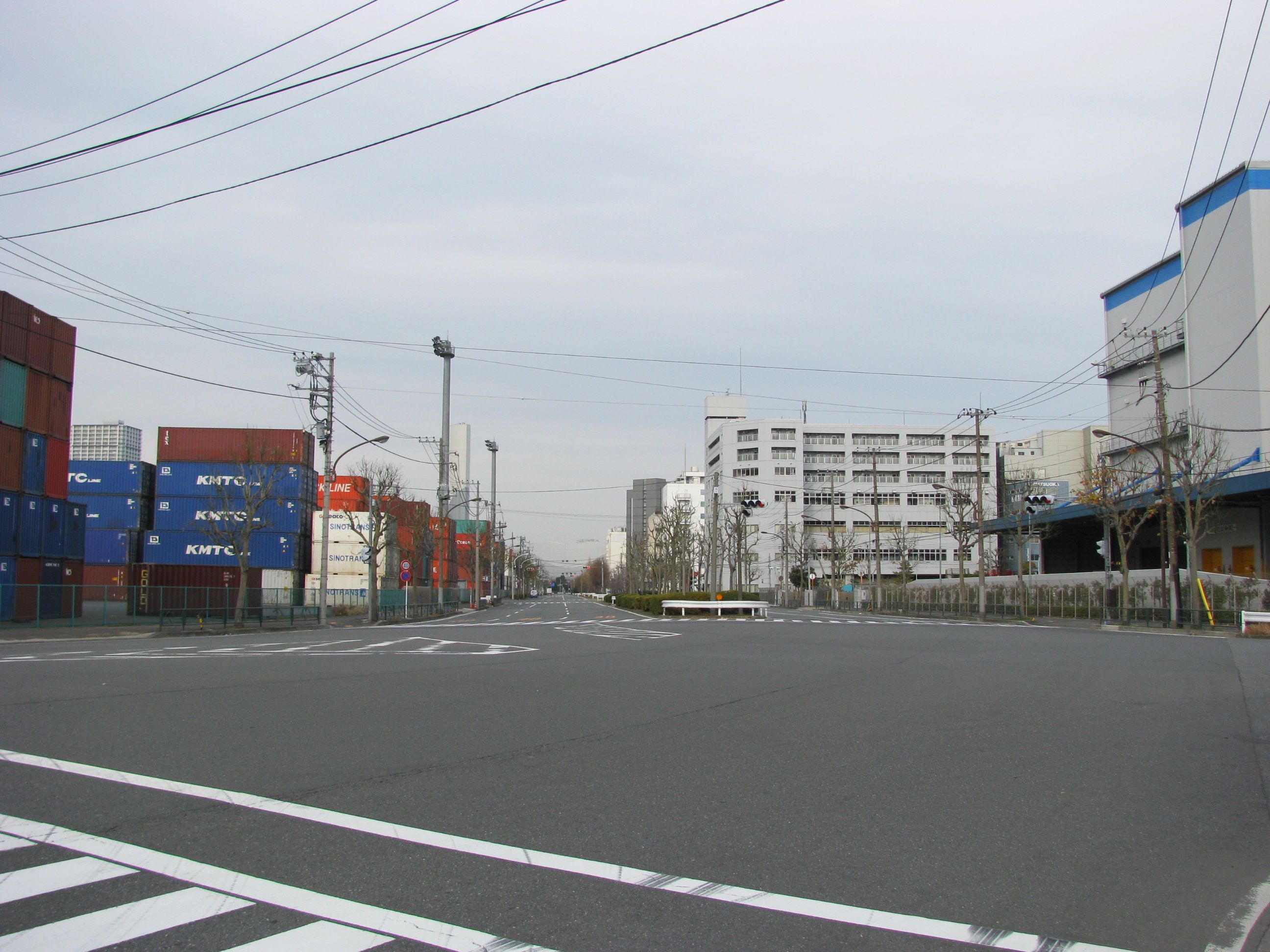
品川区東品川五丁目付近（2012年1月）

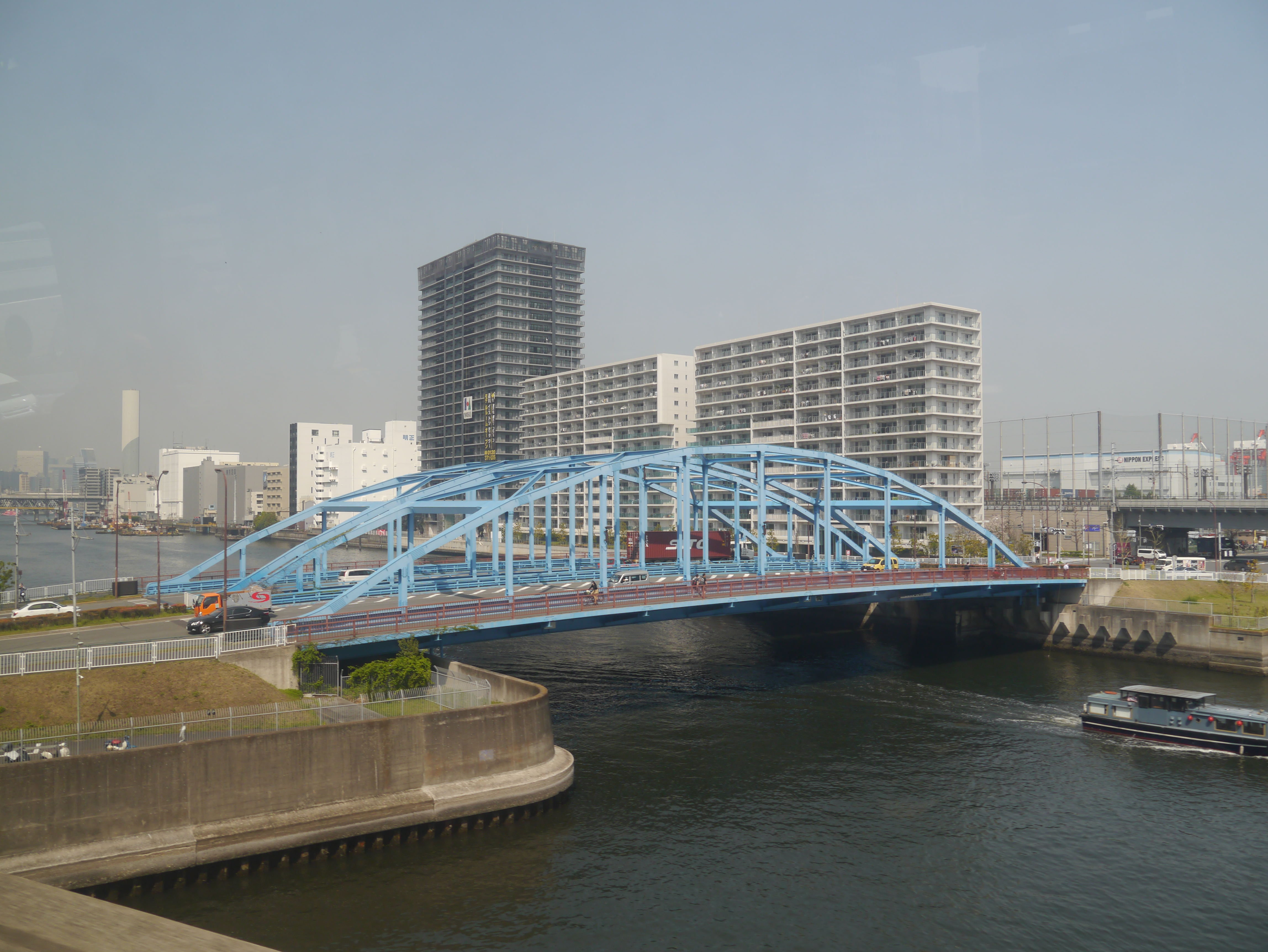
品川ふ頭橋（2018年）

東京都道480号品川埠頭線（とうきょうとどう480ごう しながわふとうせん）は、東京都港区から品川区に至る特例都道である。大部分が6車線で、品川埠頭の連絡道である。

## 路線データ
- 起点：東京都港区港南一丁目（新港南橋交差点＝東京都道316号日本橋芝浦大森線交点）
- 終点：東京都品川区東品川二丁目（天王洲アイル交差点＝東京都道316号日本橋芝浦大森線支線（パイパス）交点、東京都道317号環状六号線起点）
- 延長：2,213 m（2013年4月1日現在）[1]

## 沿革
- 1970年（昭和45年）4月13日 - 特例都道「品川埠頭線」路線認定[2]
  - 整理番号：480
  - 起点：港区港南一丁目
  - 終点：品川区東品川二丁目

## 路線状況

### 通称
通称は特に存在しない。

### 交通量
24時間自動車類交通量（台/日）
- 品川区東品川5-7：5,391

## 地理

### 通過する自治体
- 東京都
  - 港区 - 品川区

### 交差する道路
交差する道路の特記がないものは区道。
| 交差する道路                                             | 交差する道路                                  | 交差点名 | 交差点名             |
| -------------------------------------------------------- | --------------------------------------------- | -------- | -------------------- |
| 品川駅方面                                               |                                               |          |                      |
| 東京都道316号日本橋芝浦大森線（旧海岸通り）              | 東京都道316号日本橋芝浦大森線（旧海岸通り）   | 港区     | 新港南橋             |
|                                                          |                                               | 港区     | 港南三丁目           |
| 東京都道316号日本橋芝浦大森線支線（海岸通り）            | 東京都道316号日本橋芝浦大森線支線（海岸通り） | 港区     | 港南小学校前         |
|                                                          | -                                             | 港区     | 港南大橋東詰         |
|                                                          |                                               | 港区     | 東京入管前           |
| 東京都道316号日本橋芝浦大森線支線                        |                                               | 品川区   | （東品川五丁目地内） |
|                                                          | 東京都道316号日本橋芝浦大森線支線（海岸通り） | 品川区   | 天王洲アイル         |
| 東京都道317号環状六号線（海岸通り） 大崎・初台・板橋方面 |                                               |          |                      |

### 重複区間
- 東京都道316号日本橋芝浦大森線支線（名称無し交差点（東品川五丁目） - 天王洲アイル交差点）

### 沿線施設
- 港区立港南中学校
- 港区立港南小学校
- 東京都立港特別支援学校
- 港清掃工場
- 品川ふ頭
- 東京出入国在留管理局
- 品川火力発電所
- 東京臨海高速鉄道りんかい線 天王洲アイル駅